# Subergorgia verriculata
Subergorgia verriculata is een zachte koraalsoort uit de familie Subergorgiidae. De koraalsoort komt uit het geslacht Subergorgia. Subergorgia verriculata werd in 1791 voor het eerst wetenschappelijk beschreven door Esper. 